# 黃耀富
黃耀富（英語：Wong Yiu Fu，1981年8月6日—），生於香港，香港足球運動員暨足球評述員，司職左後衛，現時是香港五人足球代表隊隊員和香港五人足球隊教練，現時效力香港甲組聯賽球會愉園。

## 球會生涯
黃耀富生於香港，於1991年參與足總青少年足球推廣計劃，經過5輪選拔如願考入新界南區隊，於16歲更考入香港體育學院成為最後一批體院足球部運動員，他在循道衞理聯合教會李惠利中學完成中三，並於聖若瑟書院中五畢業，隨後在1997年與老牌球會愉園簽了首張學徒球員合約，豈料體院足球部1998年解散，球市陷入低潮令職業球員的收入難維持生，而黃耀富於2001年決定轉行，從事過珠寶、運輸及海鮮等十多個行業不過他其實從來沒離開球圈，更一度每月自費1200元購買港會會籍，為球會於乙組聯賽上陣，直到2007年，黃耀富重返職業聯賽加盟新升班的東方，亦有份出戰2009年亞協盃賽事。
完季後，東方宣佈自降丙組聯賽，而黃耀富亦轉投甲組球會公民，至2014年7月由於公民宣佈不參與新成立的港超聯令黃耀富轉投港超聯球會標準流浪，但季中因合約問題與流浪不歡而散更一度掛靴，不過黃耀富於2015年9月辭去海底隧道工作復出，加盟港超聯球會元朗借職業訓練保持狀態，代表香港出戰五人足球亞洲盃外圍賽。
完季後，由於香港五人隊出現人腳斷層需要他留隊，令黃耀富續戰港超加盟和富大埔，並在2017年5月3日為和富大埔奪得當屆的菁英盃冠軍。完季後，黃耀富加盟新成立的港超聯球會夢想FC，相隔15年再與老朋友陳偉豪做隊友，並於12月31日對理文的足總盃首圈，加盟後首度正選登場，繼2003年奧運外圍賽對斯里蘭卡後，再與夢想隊長陳偉豪同場作賽，可是結果夢想以1–3落敗。

## 國際賽生涯
黃耀富於2003年9月17日以2–0擊敗斯里蘭卡奧運隊的賽事，後備入替首次代表香港奧運隊亮相，在2012年獲香港五人足球代表隊主教練曾偉忠邀請加入代表隊集訓隨後，代表香港出戰亞洲室內運動會及亞洲五人錦標賽外圍賽後，成為香港隊的中堅份子。

## 球場以外
黃耀富偶像是前港腳姚學文兩人同樣就讀聖公會主恩小學，效力港會期間兼任球會的場地管理事務於業餘時考獲亞洲足協C級教練牌及健身牌照，於2013年獲得介紹在無線電視參與足球評述工作，2016年4月擔任ViuTV首個體育娛樂節目《體育係…》的節目主持，他在2012/13球季患隱性肝炎，在2014年在教練曾偉忠指派下當上金巴崙長老會耀道中學五人足球隊教練，

## 家庭
2018年5月23日，他與拍拖接近16年的女友Winnie註冊結婚。

## 榮譽
東方
- 香港高級組銀牌冠軍（2007–08季度）

公民
- 賀歲盃冠軍（2014）
- 香港高級組銀牌冠軍（2010–11季度）

和富大埔
- 香港菁英盃冠軍（2016–17季度）

## 外部連結
- 香港足球總會網頁球員註冊資料 （页面存档备份，存于）